# Minice (Kralupy nad Vltavou)
Minice jsou vesnice, část města Kralupy nad Vltavou v okrese Mělník ve Středočeském kraji. Sídlo si uchovalo převážně vesnický ráz, směrem k centru města však plynule přechází v další čtvrti. Minice se rozkládají asi dva kilometry jižně od středu Kralup, po pravé straně údolí Zákolanského potoka, s návsí v místech, kde zprava ústí boční údolí drobného potůčku Turského (jinak též Debrnského).
Poloha téměř v ústí údolí, zaříznutého do severního okraje Pražské plošiny, vedla k tomu, že se v prostoru Minic křižuje několik komunikací regionálního významu: Minicemi od roku 1856 vede železniční trať 093 Kralupy nad Vltavou – Kladno, jejíž zastávka Kralupy nad Vltavou-Minice stojí téměř ve středu vesnice. Dále sídlem procházejí silnice II/101 (pražský aglomerační okruh, zde spojující města Kladno a Kralupy) a silnice II/240 (Praha – Kralupy – Velvary).
Většina zástavby je soustředěna ve spodních partiích údolí, počátkem 21. století však dochází k budování nových ulic i výše na úbočích vrchu Nehošť (269 metrů), který se zvedá na východní straně minického katastru.
Minice leží v katastrálním území Minice u Kralup nad Vltavou o rozloze 3,58 km².

## Historie
První písemná zmínka o vesnici pochází z roku 1352, v souvislosti s odváděním papežských desátků ze zdejšího farního kostela, který je dnes nejstarší budovou Minic i celého města Kralup. Do roku 1425 byly Minice věnným statkem českých královen. Od roku 1530 příslušela vesnice k panství Mikovice Boryňů ze Lhoty a pak od roku 1545 až do zrušení poddanství v roce 1848 k panství Nelahozeves, jehož majiteli byli v předbělohorském období Gryspekové z Gryspachu a později Lobkovicové. Význam Minic tkvěl v tom, že stály na tehdejší hlavní cestě do Saska. To mohlo mít někdy i stinné stránky, jak ukázalo vyplenění obce švédským vojskem Johana Banéra v roce 1639.
Počátkem 17. století patřila k obci fara, kostel, šestnáct usedlostí, mlýn a jediná škola v širém okolí. Po zpustošení za třicetileté války zde roku 1670 opět stálo jedenáct usedlostí. Běžné zemědělské hospodářství doplňovaly ještě v 17. století vinice, postupně přibylo několik zájezdních hostinců, ve druhé půli 18. století se ve stráních směrem k Otvovicím začalo dobývat černé uhlí.
Až do poloviny 19. století představovaly právě Minice spádové centrum dnešní kralupské aglomerace, převratný průmyslový rozvoj však během několika desetiletí vynesl do té doby bezvýznamnou sousední vesničku Kralupy do pozice tehdejšího okresního města.[zdroj⁠?!] Roku 1960 tak byly Minice připojeny ke Kralupům, jako jejich IV. část.

## Obyvatelstvo
| Rok            | 1869 | 1880 | 1890 | 1900 | 1910 | 1921 | 1930 | 1950 | 1961 | 1970 | 1980 | 1991 | 2001 | 2011 | 2021  |
| -------------- | ---- | ---- | ---- | ---- | ---- | ---- | ---- | ---- | ---- | ---- | ---- | ---- | ---- | ---- | ----- |
| Počet obyvatel | 552  | 487  | 548  | 632  | 704  | 820  | 824  | 669  | 0    | 582  | 484  | 648  | 682  | 789  | 1 043 |
| Počet domů     | 51   | 56   | 64   | 76   | 84   | 125  | 140  | 173  | 0    | 167  | 158  | 191  | 196  | 232  | 324   |

## Obecní správa
Při sčítání lidu v letech 1850–1959 byly Minice samostatnou obcí, nejprve v okrese Slaný, v letech 1921–1950 v okrese Kralupy nad Vltavou a od roku 1960 v okrese Mělník. Od 1. července 1960 jsou částí města Kralupy nad Vltavou v okrese Mělník. V letech 1850–1929 k Minicím patřilo Debrno.

## Pamětihodnosti

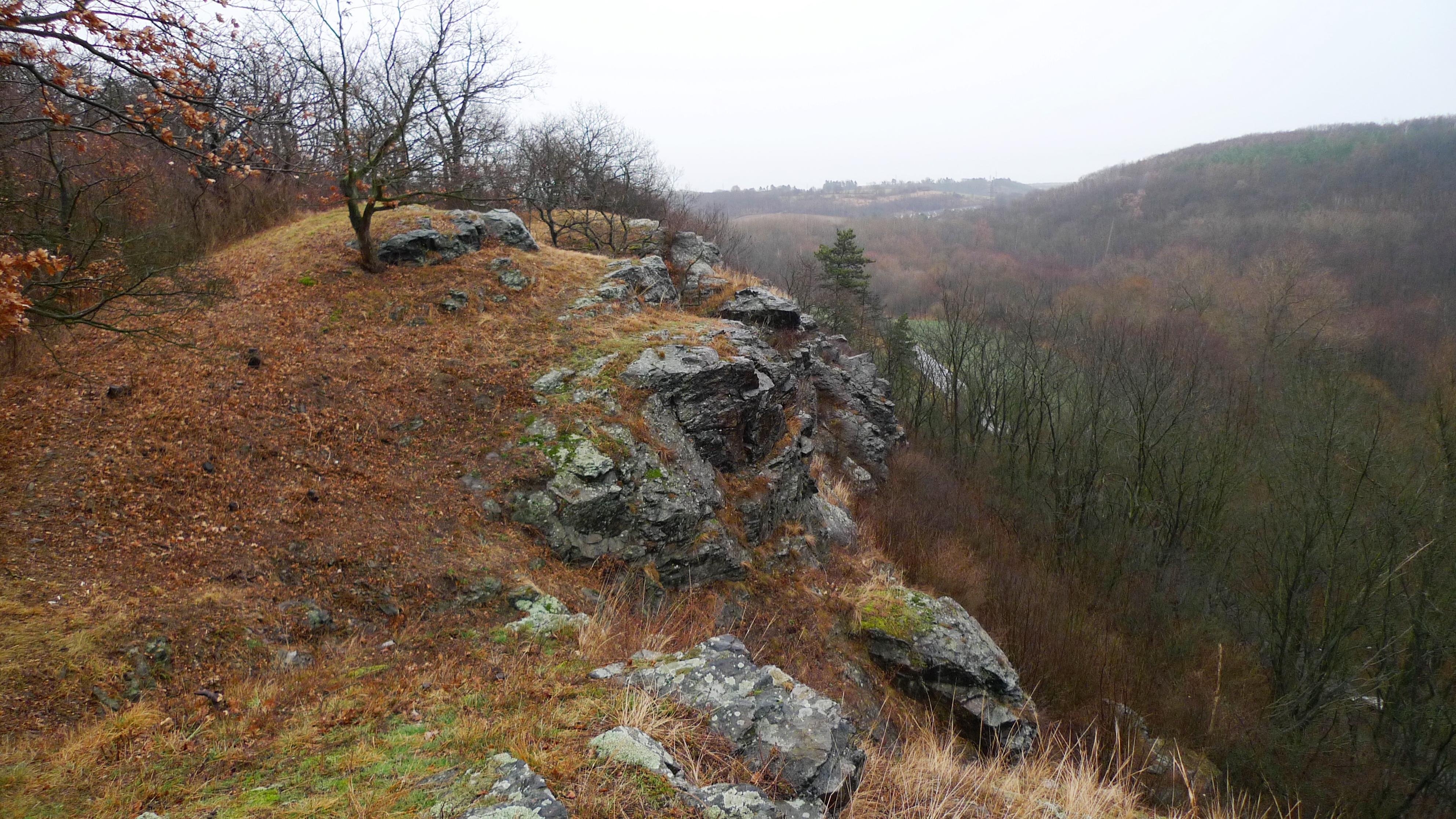
Minická skála

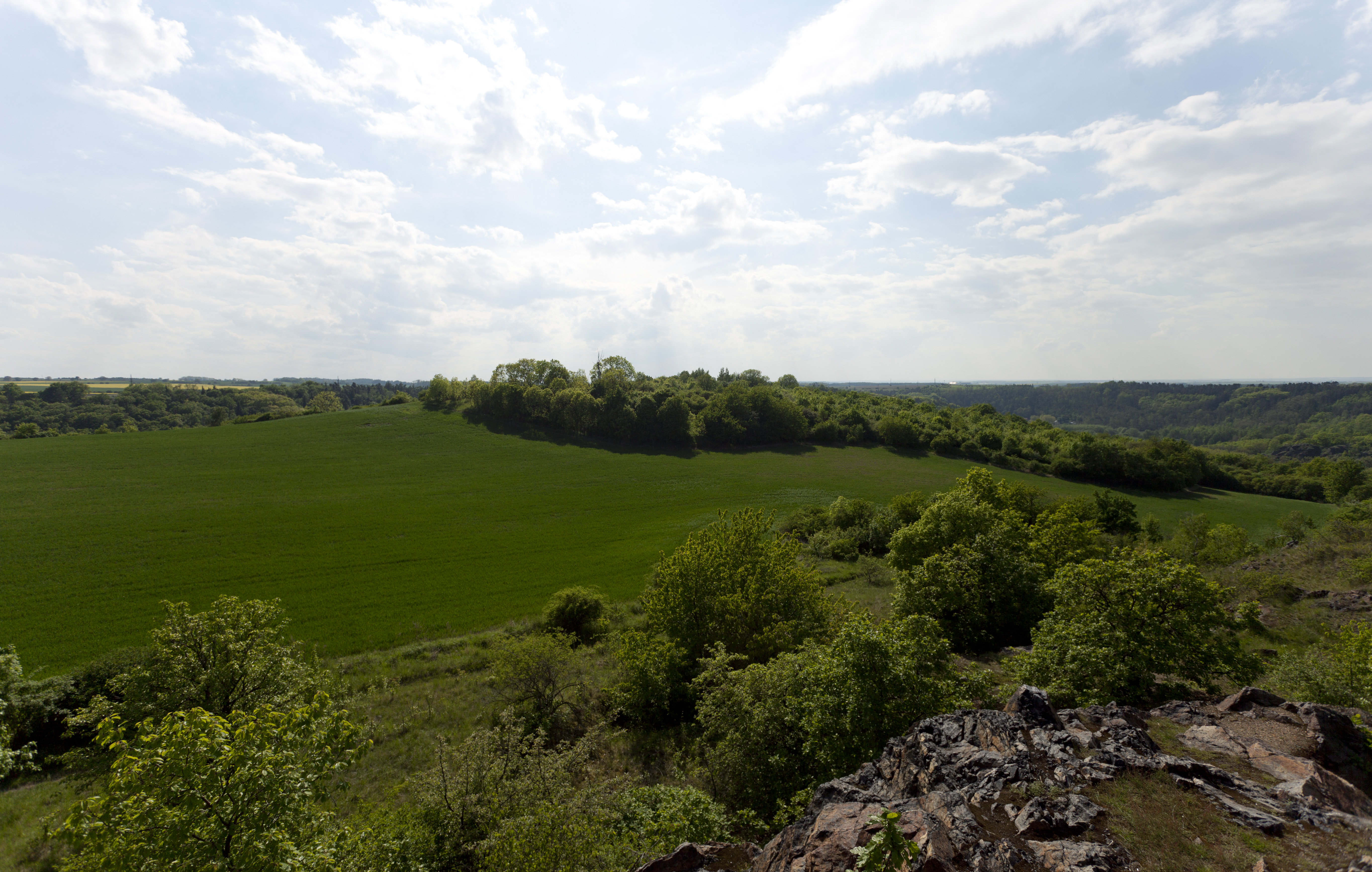
Hradiště Minice, pohled z přístupné východní strany

Jihozápadně od Minic se po levé straně údolí Zákolanského potoka, nad silnicí z Otvovic nalézá přírodní památka Minická skála, skalní výchoz tvořený spility proterozoického stáří. Lokalita je významná výskytem teplomilných rostlinných a živočišných společenstev.
Takřka na protilehlé straně údolí se jižně od Minic v místě zvaném V Rusavkách na ostrožně, převyšující o zhruba sedmdesát metrů soutok Zákolanského a Holubického potoka, nachází zbytky minického hradiště z mladší doby halštatské. Systematický archeologický průzkum lokality proběhl v sedmdesátých a osmdesátých letech dvacátého století pod vedením Miloslava Slabiny a jeho výsledky vedou k domněnce, že toto jen krátce existující zařízení plnilo nejspíše funkci kultovního centra pro své okolí. Zlomek džbánku odtud představuje nejstarší doposud známý doklad použití hrnčířského kruhu na území Česka.
Nejstarší dodnes užívanou stavbou nejen Minic, ale celého města Kralupy nad Vltavou, je kostel svatého Jakuba Staršího, připomínaný coby farní k roku 1352 a v průběhu staletí rozšiřovaný a přestavovaný. Jednolodní stavba s pětibokým gotickým presbytářem stojí na vyvýšenině po severní straně návsi. Kostel je obklopen vysokou ohradní zdí někdejšího hřbitova, na jejímž jihozápadním nároží je nad průjezdní silnicí osazena barokní socha svatého Jana Nepomuckého z doby kolem roku 1730. V minickém kostele měli mimo jiné svatbu rodiče básníka Jaroslava Seiferta.

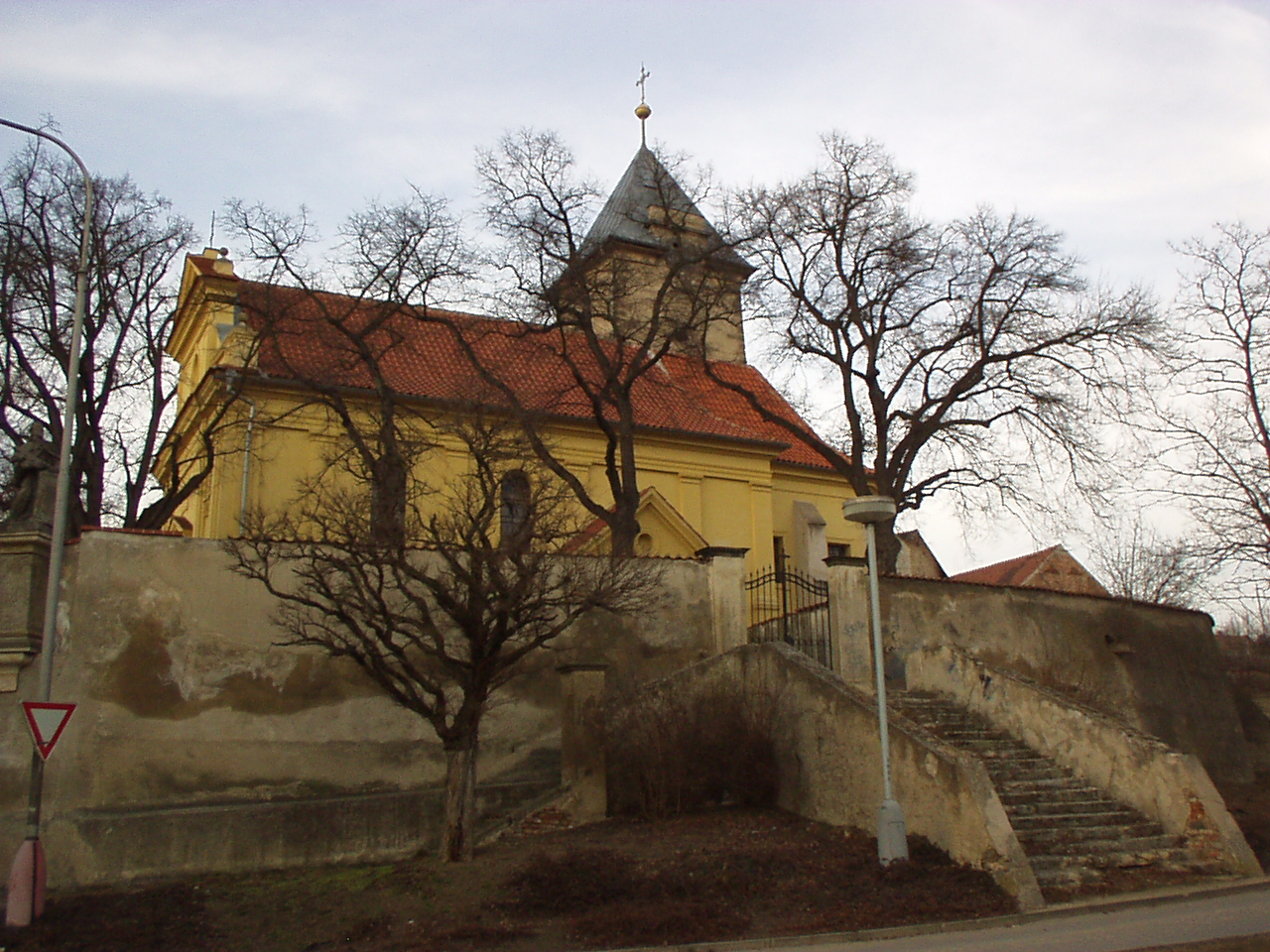
Kostel od jihu
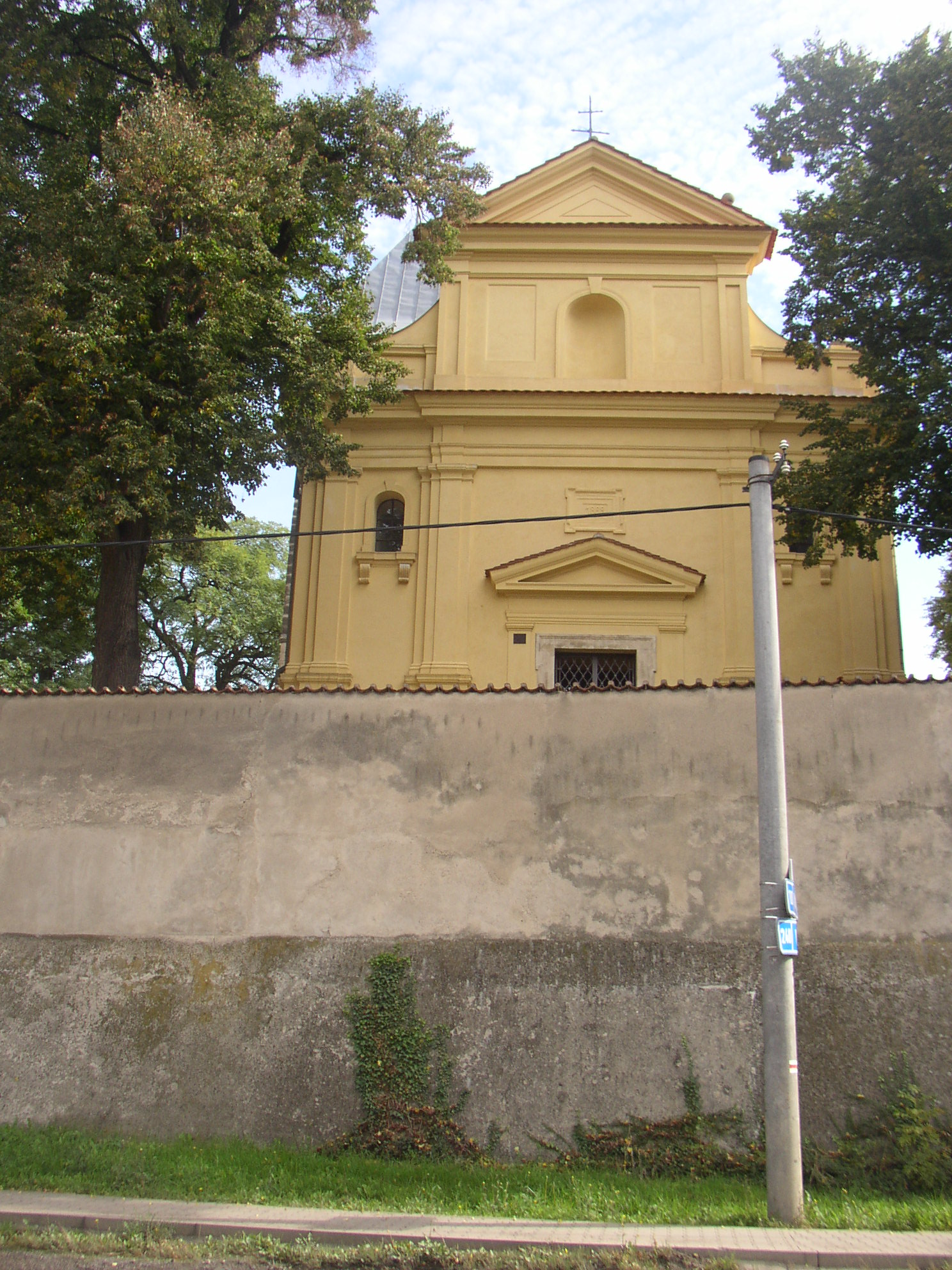
Západní průčelí kostela
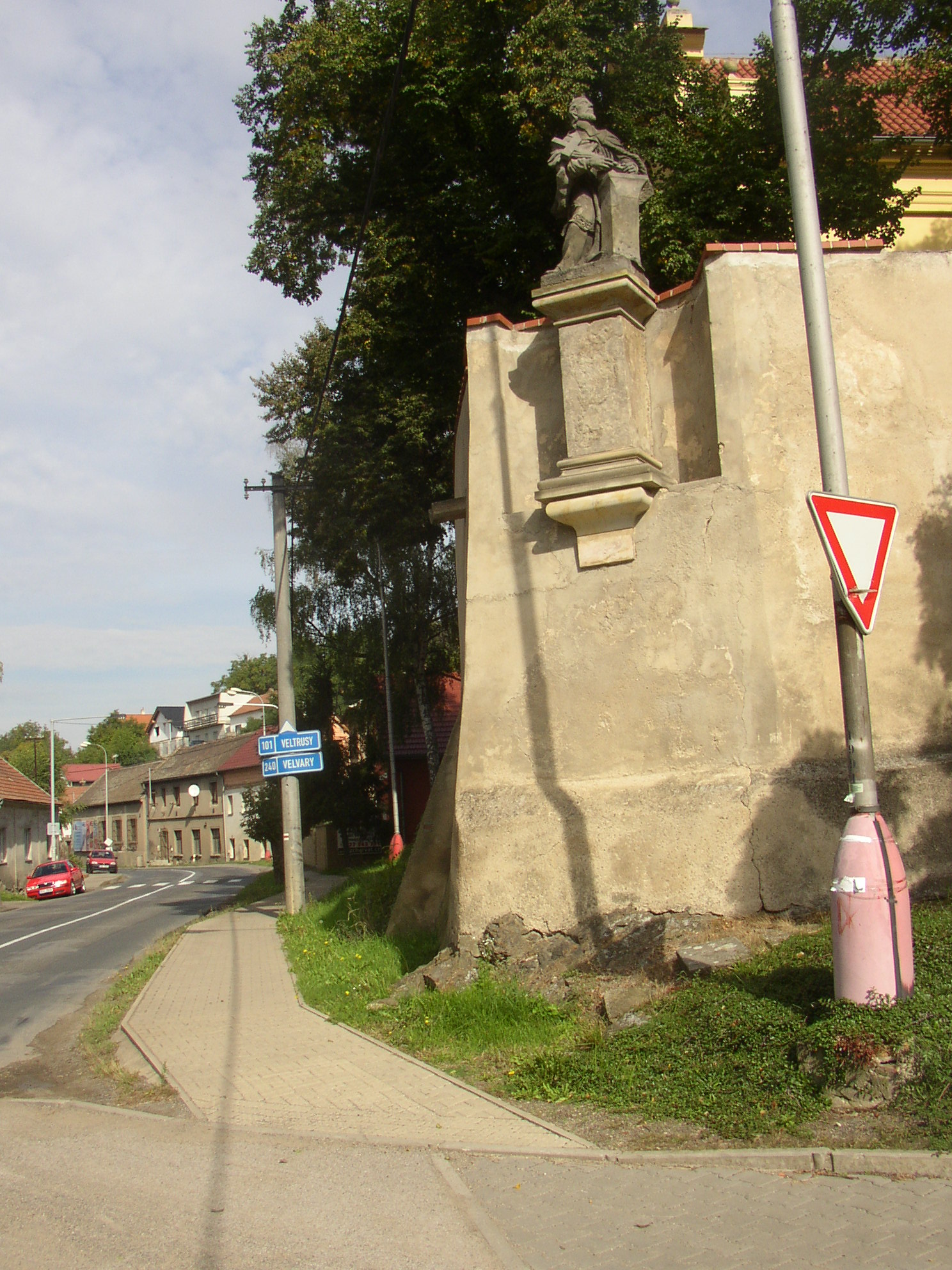
Nároží u kostela se sochou sv. Jana Nepomuckého

V jihozápadním sousedství kostela se na opačné straně silnice nalézá fara (čp. 7), v nynější podobě postavená roku 1826. Na průčelí nad vstupem do budovy lze spatřit pamětní desku z roku 1934, jež připomíná zdejší působení Jana Valeriána Jirsíka.
U silnice přímo naproti faře stojí na návsi pomník obětem první světové války. K původnímu výčtu 33 jmen místních občanů později přibyla ještě tabulka, připomínající tři oběti nacistické okupace. Autorem díla, odhaleného roku 1932, je Břetislav Vobořil z Kralup nad Vltavou (velmi podobný pomník téhož tvůrce lze potkat i v nedalekém Brandýsku).
Památkově chráněna je usedlost čp. 5, nacházející se jen několik desítek kroků jižně od fary. Dům s datací 1809 ve štítě je dokladem původní lidové architektury.
Dlouhou historii má bývalý vodní mlýn čp. 1, který stojí pod Pražskou silnicí, zhruba v polovině vzdálenosti mezi návsí a zatáčkou k Tursku. Mlýn, v písemných pramenech připomínaný od roku 1525, fungoval až do druhé světové války.
Za zmínku stojí též kříž Anny Vrškové, osazený při jižním konci Minic, na vnitřní straně zatáčky silnice do Turska. Nynější kamenný kříž nechala zřídit žena minického truhláře na místě původního dřevěného křížku.

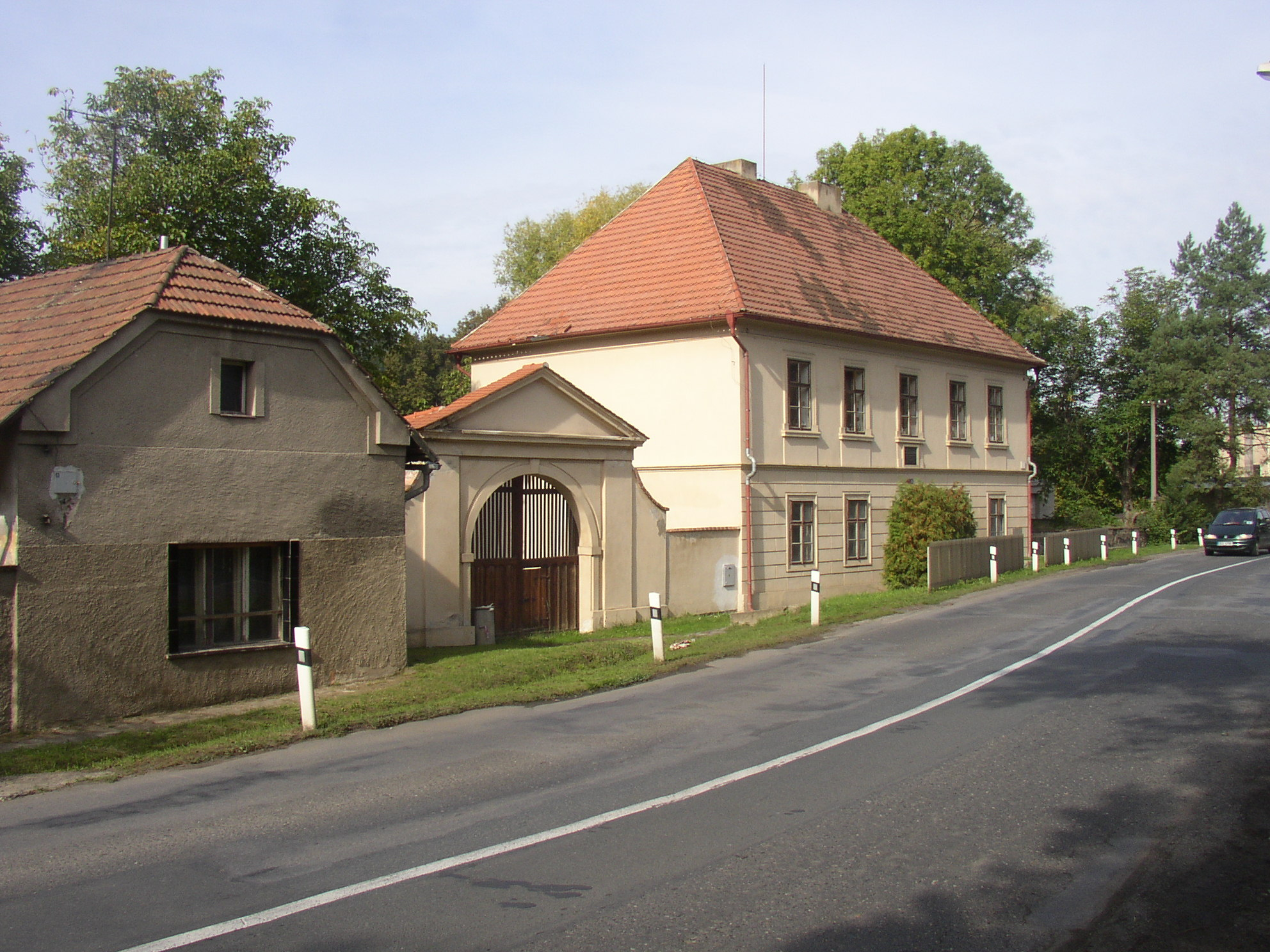
Fara
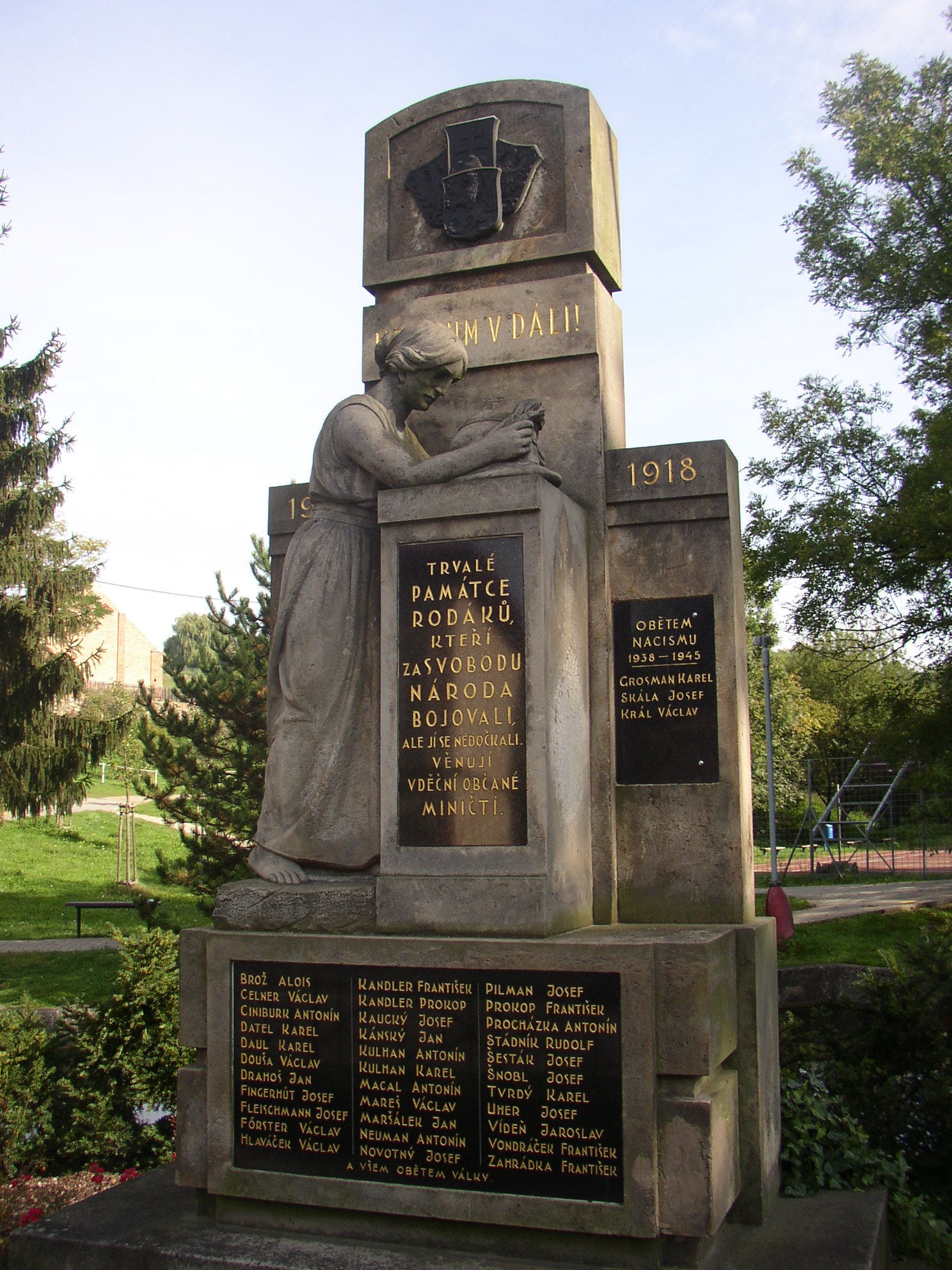
Pomník obětem světové války
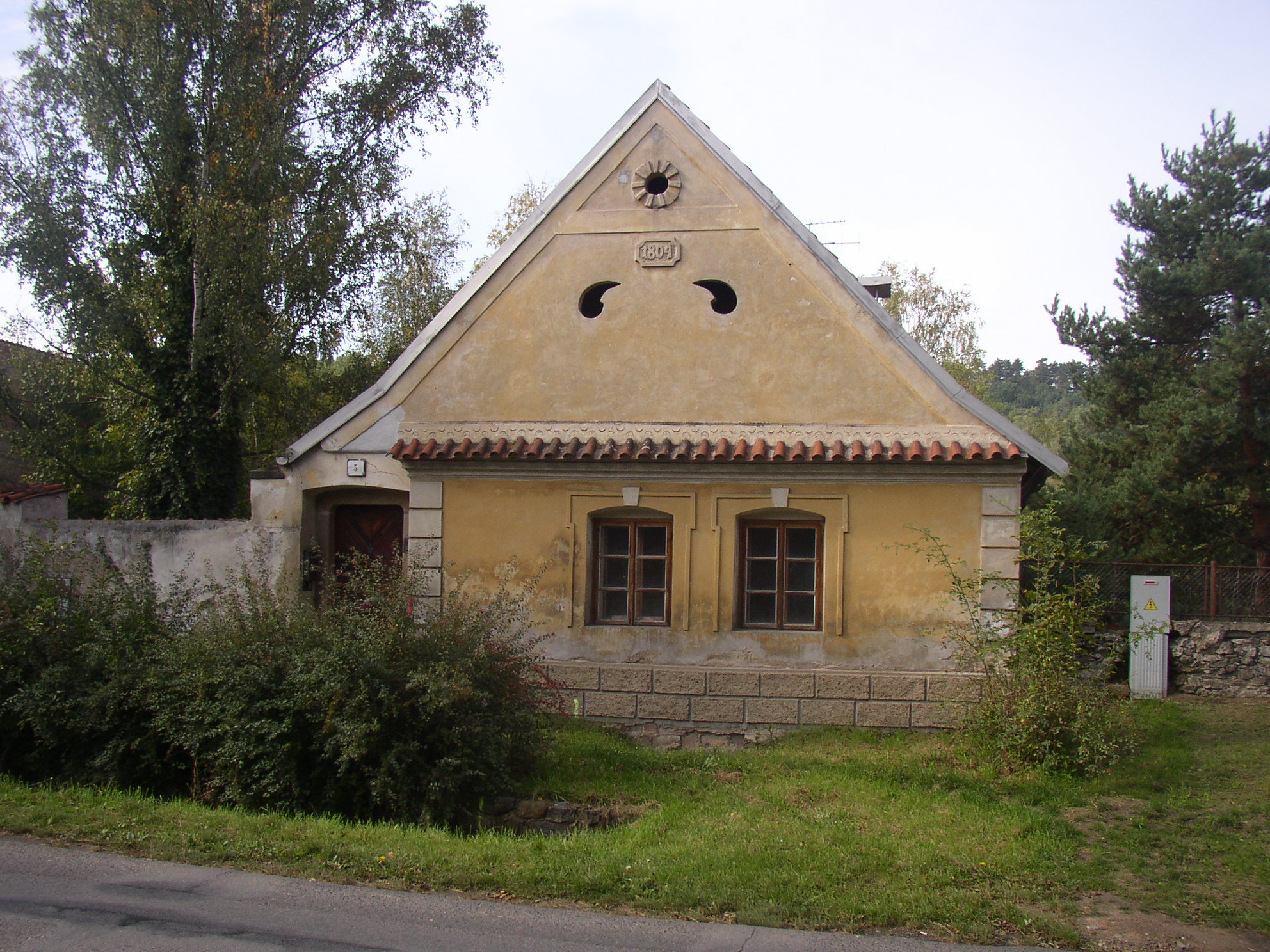
Usedlost čp. 5
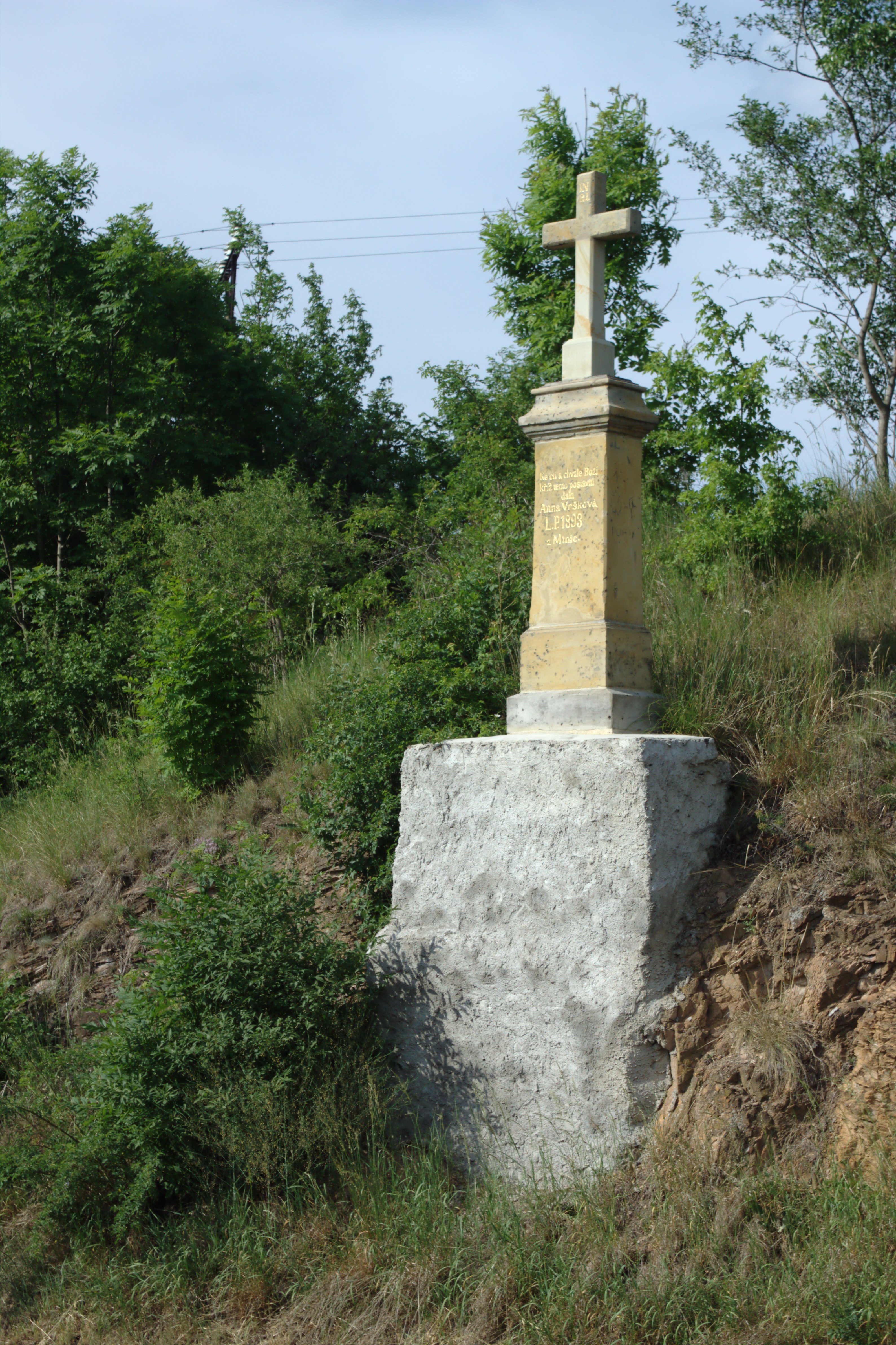
Kříž Anny Vrškové

## Osobnosti

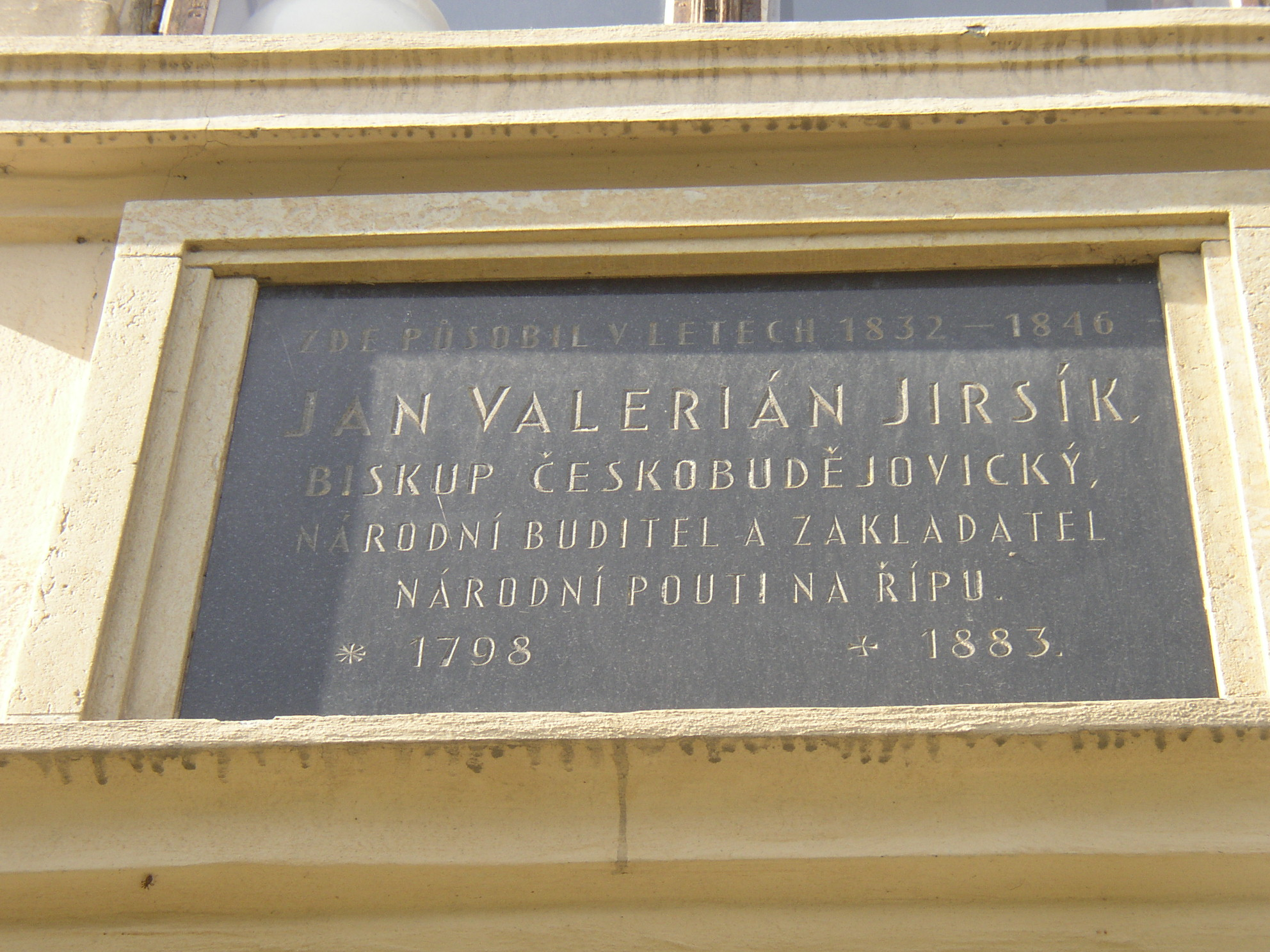
Pamětní deska J. V. Jirsíka

V letech 1832 až 1846 ve zdejší farnosti působil Jan Valerián Jirsík, pozdější biskup českobudějovický, přední národní obrozenec a iniciátor českého školství. V obci se roku 1869 narodil MUDr. Antonín Heveroch, zakladatelská osobnost moderní české psychiatrie a neurologie. Na kůru kostela sv. Jakuba působil sbormistr a hudební skladatel Josef Klement Zástěra.